# Athena Alalkomeneis tempel
Athena Alalkomeneis tempel var ett tempel i staden Alalcomenae i Beotien, tillägnad Athena. Det var en helig plats då det utpekades som platsen för Athenas födelse, och hon kallades därför Alalcomeneis i Iliaden av Homeros. 
Templet låg vid södra stranden av sjön Copais vid Tritonfloden, utanför själva staden Alalcomenae, som låg vid foten av berget Tilphossium.  Staden ska ha fått sitt namn efter Alalcomenes, som var Athenas fosterfar, eller från kung Ogygos dotter Alalkomenia.
Helgedomen åtnjöt stor vördnad i den antika världen som Athenas födelseplats, något som också återspeglades på staden bredvid, som betraktades som en tempelstad.  På grund av detta ska staden ha respekterats av stridande parter och hållits utanför krigshandlingar: trots att den låg på en slätt, blev staden aldrig anfallen eller plundrad, och dess män behövde aldrig gå ut i strid.  Platsen användes också som asyl, och Strabon nämnde som exempel att innevånarna i Thebe en gång flydde dit för att söka skydd under kriget med Epigonoi.
Både staden och helgedomen plundrades av den romerska generalen Sulla, som bröt templets asyl och förde med sig gudinnans elfenbensstaty till Rom som krigsbyte. Detta uppfattades som ett helgerån, och Sullas senare sjukdom och fall från makten förklarades kom att förklaras som gudinnans straff för helgerånet. Templet tycks aldrig ha återhämtat sig efter Sullas plundring utan övergetts och fått förfalla efter helgerånet. Pausanias, som besökte platsen på 100-talet, beskrev templet som kraftigt förfallet och uppger att ett träd hade växt upp genom det vars grenar hade fått stenarna i väggarna att rasa.